# Bambini-Code
Bambini-Code war die nationale Militärpilotensprache im Trainingsverbund der Schweizer Luftwaffe. Er entwickelte sich aus der Notwendigkeit, über Funkverbindungen mit schlechter Qualität in lauter Umgebung eindeutig zu kommunizieren. Die verwendeten Begriffe wurden so gewählt, dass sie lautlich und in der Vokalabfolge möglichst eindeutig waren. Da vokalreiche Wörter diese Anforderung am besten erfüllen, wurde häufig Italienisch als Grundsprache gewählt, da dieses diese Eigenschaft von Natur aus mitbringt.
Der Bambini-Code wurde 1998 durch den in der NATO gebräuchlichen Brevity Code ersetzt, weil gemeinsames Trainieren die gleiche Sprache voraussetzt. Gleichzeitig wurde von der Schweizer Luftwaffe die Verwendung von metrischen Masseinheiten in der Navigation beendet, die Höhe wird nun in Feet, Entfernung in Meilen und Geschwindigkeit in Knoten angegeben, einzig der Treibstoffstand wird nach wie vor in Liter und nicht in Gallonen angegeben.
Der Bambini-Code findet aber noch immer Verwendung bei den Kunstflugteams Patrouille Suisse und dem PC-7 Team.
Nicht zu verwechseln mit dem Bambino-Schiessen (vereinfachtes Schiessverfahren für Nicht-Artilleristen als Schiesskommandanten in der Schweizer Armee)

## Ausdrücke
| Bambini-Code   | Bedeutung |
| -------------- | --- |
| Angeli         | deutsch Engel, eigene Flugzeuge                                                                               |
| Diaboli        | Teufel, gegnerische Flugzeuge                                                                                 |
| Bibi           | Jagdflugzeuge                                                                                                 |
| Bambini        | Kinder, Nachricht/Aufforderung an alle                                                                        |
| Norwega        | Norwegen, Himmelsrichtung Nord                                                                                |
| Atlanta        | Westen |
| Mekka          | Osten |
| Sudan          | Süden |
| Parterre       | Erdgeschoß, Pilot hat minimale Flughöhe erreicht (siehe Sicherheitsflughöhe)                                  |
| Salat          | Pilot hat die Übersicht verloren                                                                              |
| Vitamine       | Verstärkung anfordern                                                                                         |
| Beresina       | Pilot tritt Rückzug an                                                                                        |
| ritorno Casino | Rückkehr nach Hause, deutsch Rückkehr und Casino/Bordell; Casino ähnelt casa, dem italienischen Wort für Haus |
| Campari        | Pilot muss auftanken                                                                                          |
| nobis capito   | Schweizerdeutsch verstärktes Nein und italienisch verstanden; bedeutet nicht verstanden                       |
| lili / rera    | links / rechts, wohl zusammengesetzt aus linkslinks und rechtsdestra; destra ist italienisch für rechts       |
| Nase           | vorne |
| stabilo        | hinten, wohl vom englischen Wort stabilizer stammend (das Leitwerk am Heck des Flugzeugs)                     |
| circus         | Wartevolte |
| finale         | Beginn des Landeanflugs                                                                                       |
| aviso          | italienisch für Meldung                                                                                       |
| domanda        | italienisch für Anfrage                                                                                       |
| Maider         | Notruf, angelehnt an Mayday                                                                                   |
| altezza        | italienisch für (Flug-)Höhe                                                                                   |
| posizione      | italienisch für Position bzw. Standort                                                                        |
| montara        | steigen (französisch monter und italienisch montare = steigen)                                                |
| Timonella      | Aufforderung zur Landung                                                                                      |
| foto           | Luftbild (Nachrichtengewinnung_und_Aufklärung)                                                                |
| pisa           | schräge Luftaufnahme (siehe Schiefer Turm von Pisa)                                                           |
| Lotos          | senkrechte Luftaufnahme (siehe Lot)                                                                           |
| scala          | Massstab bzw. Skala                                                                                           |
| Elefant        | Panzer |
| gondola        | Pontons oder Pontoniere, abgeleitet von der venezianischen Gondel                                             |
| mosquito       | Infanterie |
| pedale         | Radfahrer |
| tambour        | Fliegerabwehr                                                                                                 |